# Parc King's Navy Yard
Le parc King's Navy Yard (anglais : King's Navy Yard Park) est un jardin public et un ancien chantier naval de la Royal Navy du Canada située à Amherstburg en Ontario. Il a été utilisé entre 1796 et 1813. Il comprenait des blockhaus, des entrepôts, un magasin, une cour à bois et un quai. Il a été désigné lieu historique national du Canada en 1923 et désigné bien patrimonial par la ville d'Amherstburg en 1975.

## Vaisseaux construits
- Ottawa – goélette construite à Détroit vers 1778
- Chippewa – construit à Détroit vers 1790
- Dunmore – goélette construite à Détroit en 1772
- Francis – sloop construit à Détroit, 1796
- General Hope – goélette
- Candem – goélette
- General Hunter – brick
- Queen Charlotte – construit au chantier naval de Kingston et mis en service à Amherstburg
- 2nd HMS Detroit – goélette
- HMS Lady Prevost – goélette 1812
- HMS Caledonia – brick 1807

Le chantier naval a été use base navale importante sur la rivière Détroit, qui donne un accès facile entre les lacs Érié, Huron et Michigan. Il a été abandonné et brûlé au début de la guerre de 1812 et il a été remplacé par le chantier naval de Penetanguishene.